# Charlie Finn

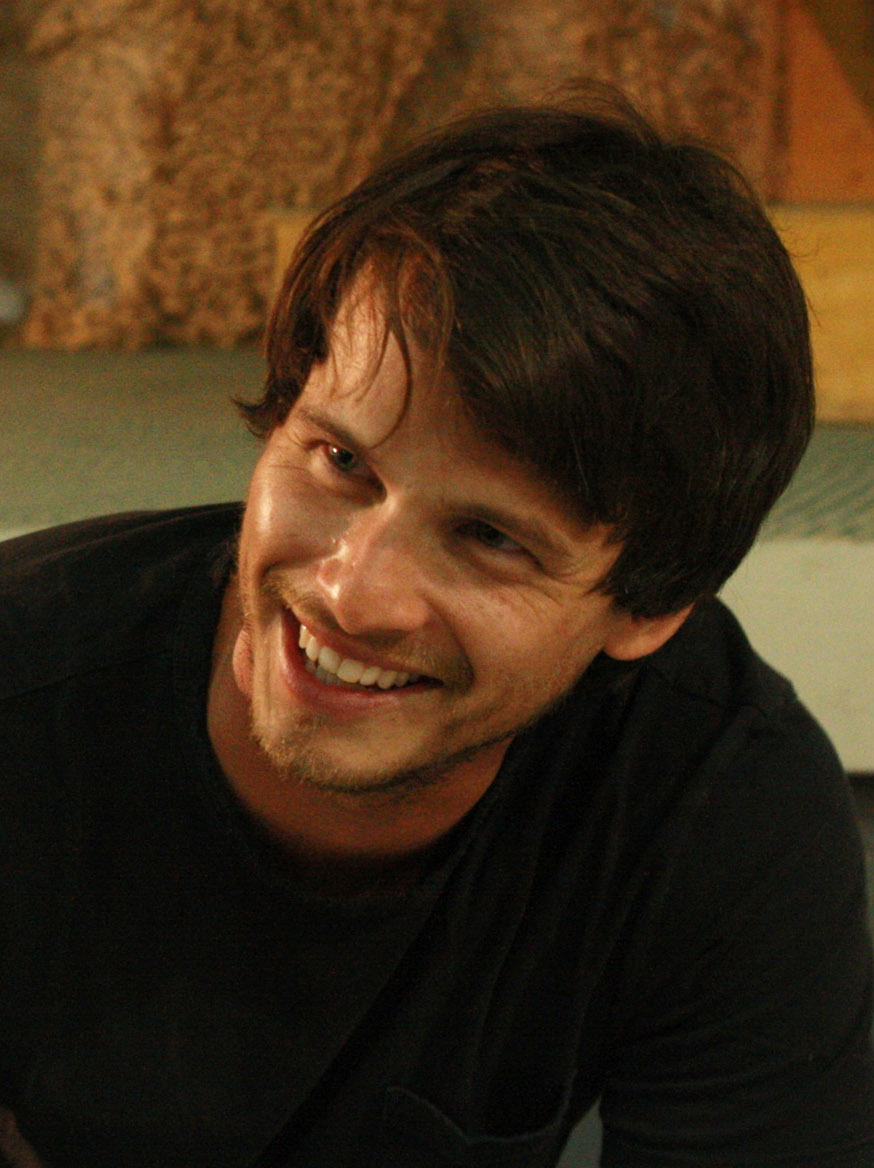
Charlie Finn, 2009

Charlie Finn (* 18. September 1975 in Milwaukee, Wisconsin) ist ein US-amerikanischer Schauspieler.

## Leben
Finn ging auf die Lake Forest High School in Lake Bluff, Illinois und später auf die Southern Methodist University in Dallas, Texas. Er wurde bekannt durch die Rolle des Spud in der Fernsehserie American Dragon, durch zwei Hauptrollen in den Sitcoms Life on a Stick und Help Me Help You sowie einige Filme wie Rolling Kansas und Super Troopers.

## Filmografie (Auswahl)
- 2002: Super Troopers – Die Superbullen (Super Troopers)
- 2003: Rolling Kansas
- 2005: Ein Duke kommt selten allein (The Dukes of Hazzard)
- 2005–2007: American Dragon (American Dragon: Jake Long, Fernsehserie, Stimme)
- 2005: Life on a Stick (Fernsehserie)
- 2006: Help Me Help You (Fernsehserie)
- 2012: Struck by Lightning (Fernsehserie)
- 2013: Drunk History (Fernsehserie)